# 丰顺东站
丰顺东站，是梅汕铁路的一个车站，位于广东省梅州市丰顺县汤坑镇石联村。2019年10月11日通车。

## 车站结构
本站为高架二层侧式车站（2台4线，中间两条轨道为正线（越行线），外侧两条轨道为到发线）。

### 车站楼层
| 地上二层 | 侧式站台 | 侧式站台                          | 侧式站台 | 侧式站台 |
|          | 上行站台 | 梅汕铁路 潮汕方向（下站：揭阳）   |          |          |
|          |          | 梅汕铁路 越行路轨                 |          |          |
|          |          | 梅汕铁路 越行路轨                 |          |          |
|          | 下行站台 | 梅汕铁路 梅州西方向（下站：建桥） |          |          |
|          | 侧式站台 |                                   |          |          |
| 地面     | 站厅     | 售票处、进站口、候车区、出站口    |          |          |